# Barbosella
Barbosella – rodzaj roślin z rodziny storczykowatych (Orchidaceae). Obejmuje 19 gatunków występujących w Ameryce Południowej i Środkowej w takich krajach jak: Argentyna, Boliwia, Brazylia, Kolumbia, Kostaryka, Kuba, Dominikana, Ekwador, Gwatemala, Jamajka, Leeward Islands, Meksyk, Nikaragua, Panama, Peru, Wenezuela, Windward Islands.

## Systematyka
Rodzaj sklasyfikowany do podplemienia Pleurothallidinae w plemieniu Epidendreae, podrodzina epidendronowe (Epidendroideae), rodzina storczykowate (Orchidaceae), rząd szparagowce (Asparagales) w obrębie roślin jednoliściennych.
Wykaz gatunków
- Barbosella australis (Cogn.) Schltr.
- Barbosella circinata Luer
- Barbosella cogniauxiana (Speg. & Kraenzl.) Schltr.
- Barbosella crassifolia (Edwall) Schltr.
- Barbosella cucullata (Lindl.) Schltr.
- Barbosella dolichorhiza Schltr.
- Barbosella dusenii (A.Samp.) Schltr.
- Barbosella gardneri (Lindl.) Schltr.
- Barbosella geminata Luer
- Barbosella macaheensis (Cogn.) Luer
- Barbosella miersii (Lindl.) Schltr.
- Barbosella orbicularis Luer
- Barbosella portillae Luer
- Barbosella prorepens (Rchb.f.) Schltr.
- Barbosella ricii Luer & R.Vásquez
- Barbosella schista Luer & R.Escobar
- Barbosella spiritu-sanctensis (Pabst) F.Barros & Toscano
- Barbosella trilobata Pabst
- Barbosella vasquezii Luer